# Castineta
Castineta (in corso Castineta) è un comune francese di 53 abitanti situato nel dipartimento dell'Alta Corsica nella regione della Corsica.

## Società

### Evoluzione demografica
Abitanti censiti